# Po' boy

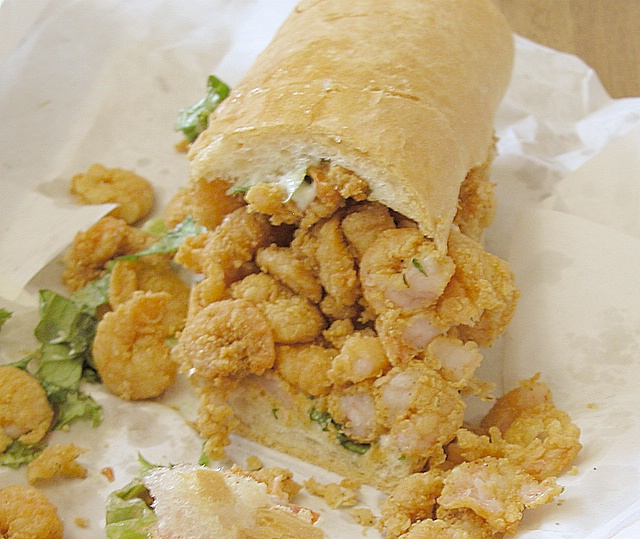
Po’ boy à la crevette.

Le po’ boy ou  po-boy (de l'anglais poor boy : «pauvre garçon», avec l'accent du sud des États-Unis) est un sandwich économique, originaire de la Louisiane. Il se compose presque toujours de viande (rôti de bœuf, bacon ou jambon) ou de fruits de mer frits. La viande est servie dans un pain baguette de La Nouvelle-Orléans dérivé du pain français, garni de salade, cornichons et moutarde ou mayonnaise.
Dans le roman Carnaval de Ray Celestin qui se déroule à La Nouvelle-Orléans en 1919, l'auteur décrit le sandwich po' boy ainsi : « Deux baguettes d'où débordaient des tranches de bœuf, de porc et de bacon, de la salade avec de la mayonnaise, des cornichons à l'aneth et de la moutarde à la créole. »